# Высокое Поле (Криворожский район)
Высо́кое По́ле (укр. Високе Поле) — село, Шевченковский сельский совет, Криворожский район, Днепропетровская область, Украина.
Код КОАТУУ — 1221885902. Население по переписи 2001 года составляло 76 человек.

## Географическое положение
Село Высокое Поле находится на расстоянии в 1,5 км от посёлка Пичугино и в 2-х км от села Лесовое. Рядом проходит железная дорога, станция Платформа 79 км.